# Anonychomyrma
Anonychomyrma is een geslacht van vliesvleugelige insecten van de familie Mieren (Formicidae).

## Soorten
- A. anguliceps (Forel, 1901)
- A. angusta (Stitz, 1911)
- A. arcadia (Forel, 1915)
- A. biconvexa (Santschi, 1928)
- A. dimorpha (Viehmeyer, 1912)
- A. extensa (Emery, 1887)
- A. fornicata (Emery, 1914)
- A. froggatti (Forel, 1902)
- A. gigantea (Donisthorpe, 1943)
- A. gilberti (Forel, 1902)
- A. glabrata (Smith, F., 1857)
- A. incisa (Stitz, 1932)
- A. itinerans (Lowne, 1865)
- A. longicapitata (Donisthorpe, 1947)
- A. longiceps (Forel, 1907)
- A. malandana (Forel, 1915)
- A. minuta (Donisthorpe, 1943)
- A. murina (Emery, 1911)
- A. myrmex Donisthorpe, 1947
- A. nitidiceps (André, 1896)

- A. polita (Stitz, 1912)
- A. procidua (Erichson, 1842)
- A. purpurescens (Lowne, 1865)
- A. scrutator (Smith, F., 1859)
- A. sellata (Stitz, 1911)
- A. tigris (Stitz, 1912)